# Entalpía de parada
La Entalpía de parada, entalpía de remanso o entalpía de estancamiento (frecuentemente designada como el resto de variables de remanso con el sufijo 0, h0)  es una forma de generalizar el concepto de entalpía cuando se trabaja con fluidos con alta energía cinética (a velocidades no despreciables). Es el caso habitual de flujos en turbinas de gas y motores de aviación.
A partir de la conservación de la energía enunciada en el primer principio de la termodinámica, se puede plantear el balance de energía de un fluido con entalpía específica h a una velocidad c que se detiene de forma adiabática y reversible (esto es, isoentrópicamente) hasta velocidad nula:
Es decir, la entalpía de parada de una sustancia en un estado x, es la suma de su entalpía sensible más su energía cinética (por unidad de masa). Por tanto, representa la energía total del fluido. 